# Българско училище „Васил Левски“ (Сан Диего)
Българско училище „Васил Левски“ (на английски: Bulgarian School „Vasil Levski“) е училище на българската общност в Сан Диего, Калифорния, САЩ. То функционира към фондация „Васил Левски“. Директор на училището от 2016 година е Ирина Томова.
Първоначално училището изцяло се финансира от родителите на децата, както и от дарения, извършени от българи, живеещи в Сан Диего. Впоследствие, през 2010 г. то получава финансова подкрепа в рамките на Националната програма „Роден език и култура зад граница“. В резултат на това финансиране се подобрява материалната база и организационната работа.

## История
Училището е основано на 20 януари 2007 г. от Нина Якова, Станимира Ненкова, Розалина Христова и Биляна Цветанова. В началото са записани 25 деца.

## Обучение
Изучавани дисциплини са: български език и литература, история и география, български традиции, обичаи и фолклорни празници. За обучението се ползват български учебници и помагала, одобрени от МОМН. Училището приема деца на възраст между 5 и 18 години.
Освен основната образователна цел, учителите имат амбицията да осъществяват срещи с хора, свързани с България, българската култура, наука, спорт и т.н. В училището има и група американци, които изучават български език.